# Szkoła Podstawowa nr 60 w Poznaniu
Szkoła Podstawowa nr 60 im. Wojciecha Bogusławskiego – szkoła podstawowa zlokalizowana w Poznaniu przy ul. Boranta 2 na Naramowicach, na osiedlu samorządowym Naramowice. Jest jedną z najstarszych istniejących szkół w Poznaniu i Wielkopolsce.

## Historia

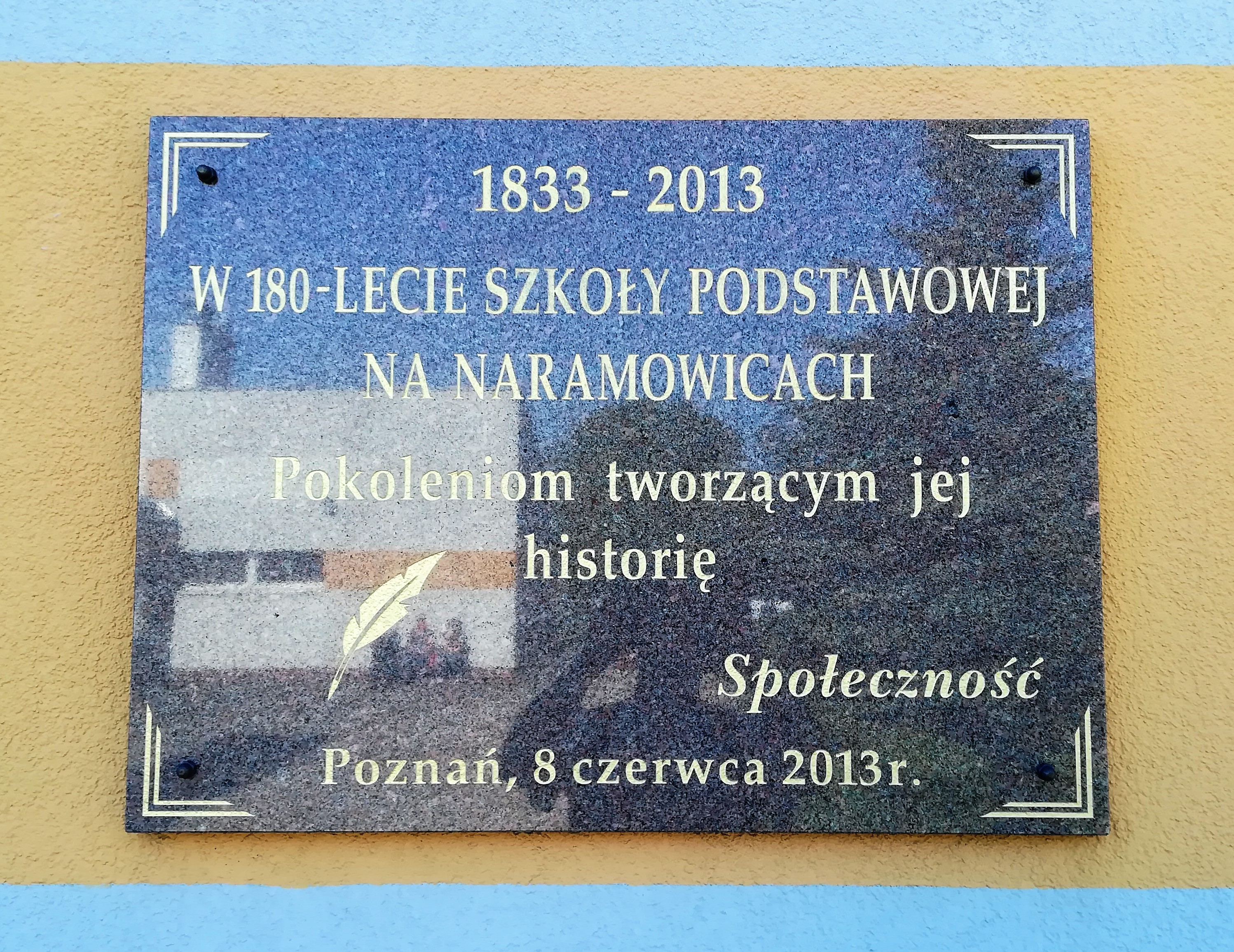
Tablica pamiątkowa

Szkoła powstała w 1833 (pierwsze lekcje od 7 stycznia), a pierwszym nauczycielem był tutaj Fryderyk Sieg. Szkołę fundowali Jakób Moraczewski i jego krewny Benedykt. Pierwszy budynek, gliniany, kryty strzechą pochodzi z 1832 i stoi do dziś przy rondzie na ul. Rubież/Czarnucha. Służył on do 1867, z trudem mieszcząc około 60 dzieci. W latach 1835–1837 uczęszczały tu dzieci z Sołacza i Urbanowa (zrezygnowano z tego z uwagi na zbyt dużą odległość). Rodzina Moraczewskich postawiła nowy, murowany budynek działający w latach 1867-1910 przy ul. Rubież. W 1906 odbył się tutaj strajk szkolny, będący protestem przeciwko germanizacji (odmawianiu pacierza po niemiecku). Efektem było zwolnienie dziesięciu polskich dzieci. Trzeci obiekt służył dzieciom w latach 1910–1967, również przy ul. Rubież (numer 20). Wyróżniał się ciekawie rozwiązanymi połaciami dachowymi. W 1935 został zelektryfikowany. Niemieccy okupanci zdewastowali i okradli budynek, który ucierpiał też poważnie podczas bitwy o Poznań w 1945. Po zakończeniu II wojny światowej naukę rozpoczęto 22 marca 1945. Obecnie szkoła działa w modernistycznym gmachu przy ul. Boranta. Imię nadano 20 listopada 1965. Podczas uroczystości odsłonięto popiersie patrona szkoły Wojciecha Bogusławskiego, autorstwa Dimitra Giotto – absolwenta poznańskiej Wyższej Szkoły Sztuk Plastycznych.

## Absolwenci
- Grzegorz Balcerek – biskup
- Bernard Bocian – kolarz
- Tadeusz Krawczyk – kolarz[3]